# Agnès Bernet
Pour les articles homonymes, voir Bernet.
Agnès Bernet, née en 1968, est une biologiste cellulaire française.

## Biographie
Elle enseigne à l'Université Claude-Bernard-Lyon-I et elle est membre du laboratoire récepteurs à dépendance, cancers et développement dirigé par Patrick Mehlen au sein du Centre de recherche en cancérologie de Lyon. Elle est également directrice du conseil scientifique et cofondatrice de la société Netris Pharma. Elle est nommée membre junior de l'Institut universitaire de France en 2008, pour une durée de cinq ans. En 2015, elle a reçu le prix Irène-Joliot-Curie dans la catégorie Parcours Femme et entreprise pour l'ensemble de son activité à l’enseignement et à la recherche contre le cancer,. Ses travaux portent sur une cible thérapeutique nouvelle que sont les récepteurs à dépendance. Il s’agit de couples de récepteurs/ligands qui sont dérégulés dans les cancers. La première molécule thérapeutique prototype est un anticorps contre le ligand nétrine 1, surexprimé dans de nombreux types de cancers. Cet anticorps induit la mort des cellules tumorales.

## Distinctions et honneurs

### Décorations françaises
- Chevalière de la Légion d'honneur par décret du 25 mars 2016, au titre de « directrice de recherche à l'université Claude Bernard - Lyon 1 ; 21 ans de services »[7].

### Prix
- Prix Irène-Joliot-Curie 2015, catégorie « Parcours femme entreprise »
- Prix Raymond Rosen 1 2024 de la Fondation pour la Recherche Médicale[8]